# Giralda (Badajoz)
A Giralda (vagy kicsinyítő képzővel: Giraldilla) a spanyolországi Badajoz egyik 20. századi műemléke, részben a híresebb sevillai Giralda másolata.

## Története és leírása
Az épület 1932–1933-ban vagy 1935-ben épült Abel Pinnának és Martín Corral és/vagy Rodolfo Martínez építésznek köszönhetően. Helyén korábban egy 17. századból származó kápolna állt. Eredetileg raktáráruházként, az emeleti rész pedig a tulajdonos, Manuel Cancho Moreno lakóházaként működött. A 21. században a Telefónica távközlési cég tulajdonába került, és fel is újították.
A Giralda Extremadura autonóm közösség egyik legjelentősebb városának, Badajozak a történelmi belvárosában áll a Soledad nevű tér délnyugati oldalán, a Soldad-kápolnával szemben. Jellegzetes tornya a sevillai Giralda másolata, kissé módosított formában. Az épület stílusa egyébként az andalúz neoarab (neomudéjar) jegyeket hordozza, a fehér melletti másik jellegzetes színe, a vörös szintén a mudéjar téglaépítészetet utánozza. Számos helyen megjelennek rajta a stílusra jellemző patkó alakú és sokkaréjos ívek, a kerámiacserepek és keskeny oszlopocskák csavart mintájú talapzattal. A torony tetején, utalva az épület egykori szerepére, a kereskedelem ókori istenének, Mercuriusnak a szobra áll.

## Képek

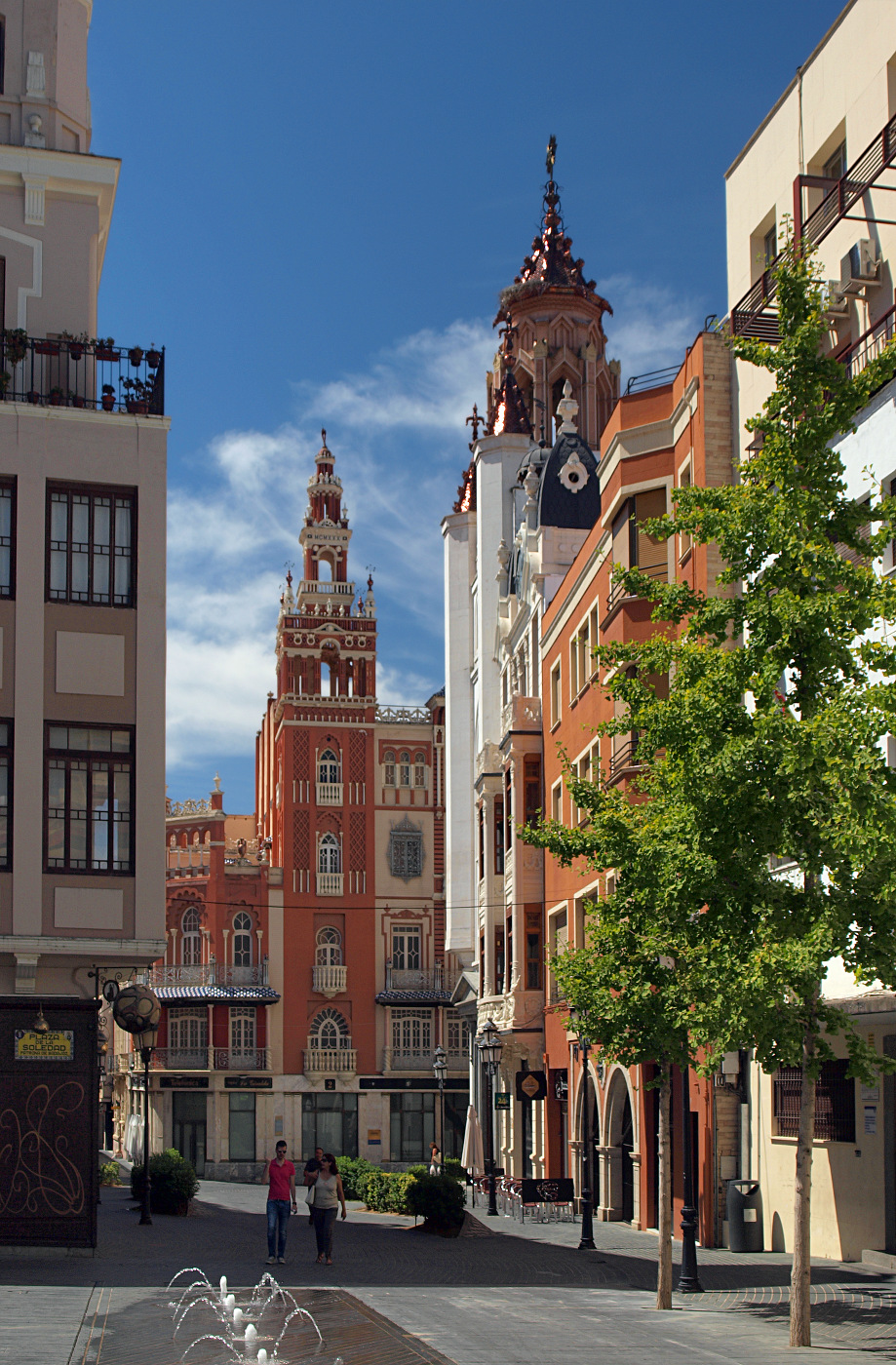
Az épület és városi környezete
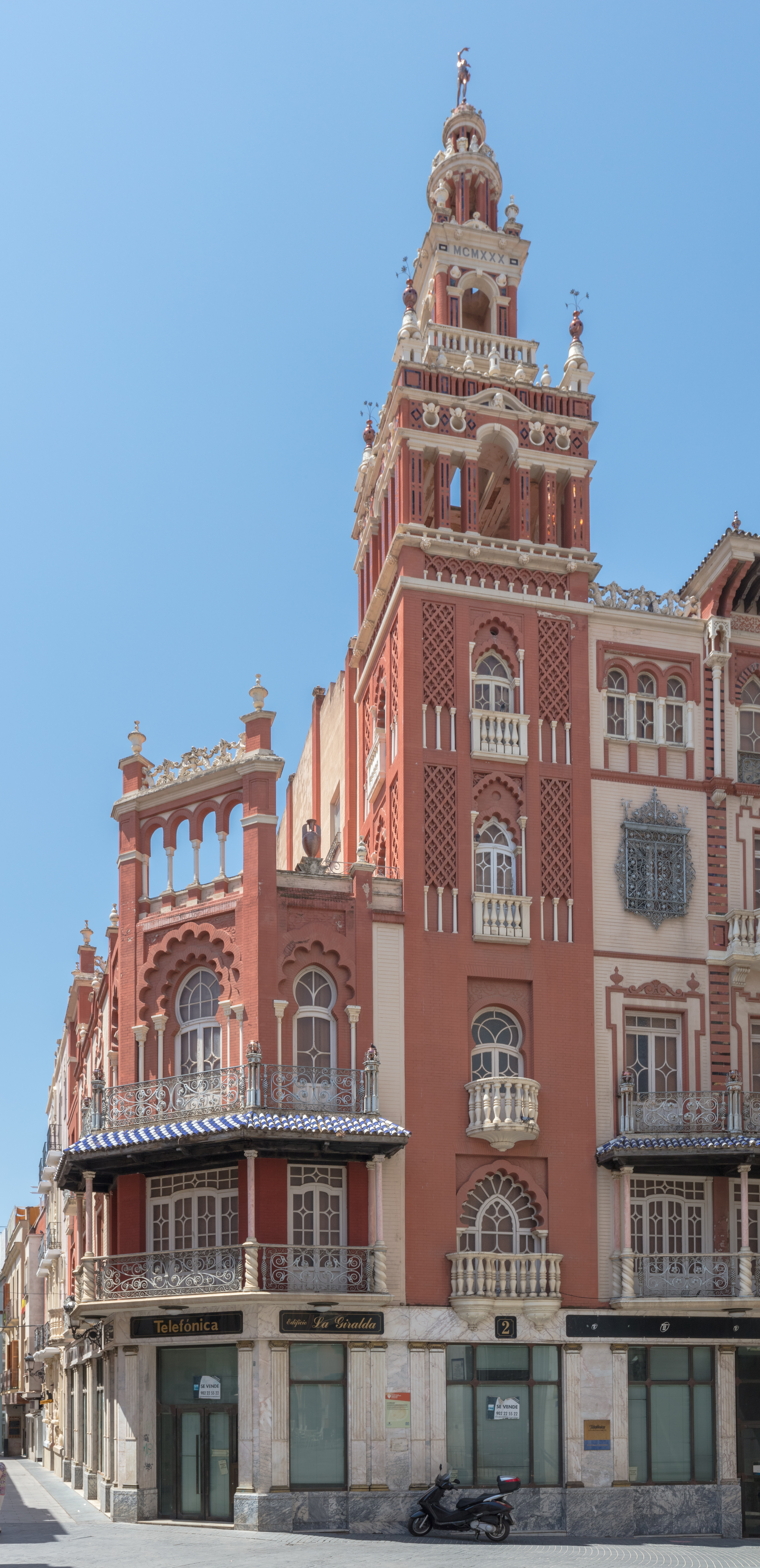
A Giralda
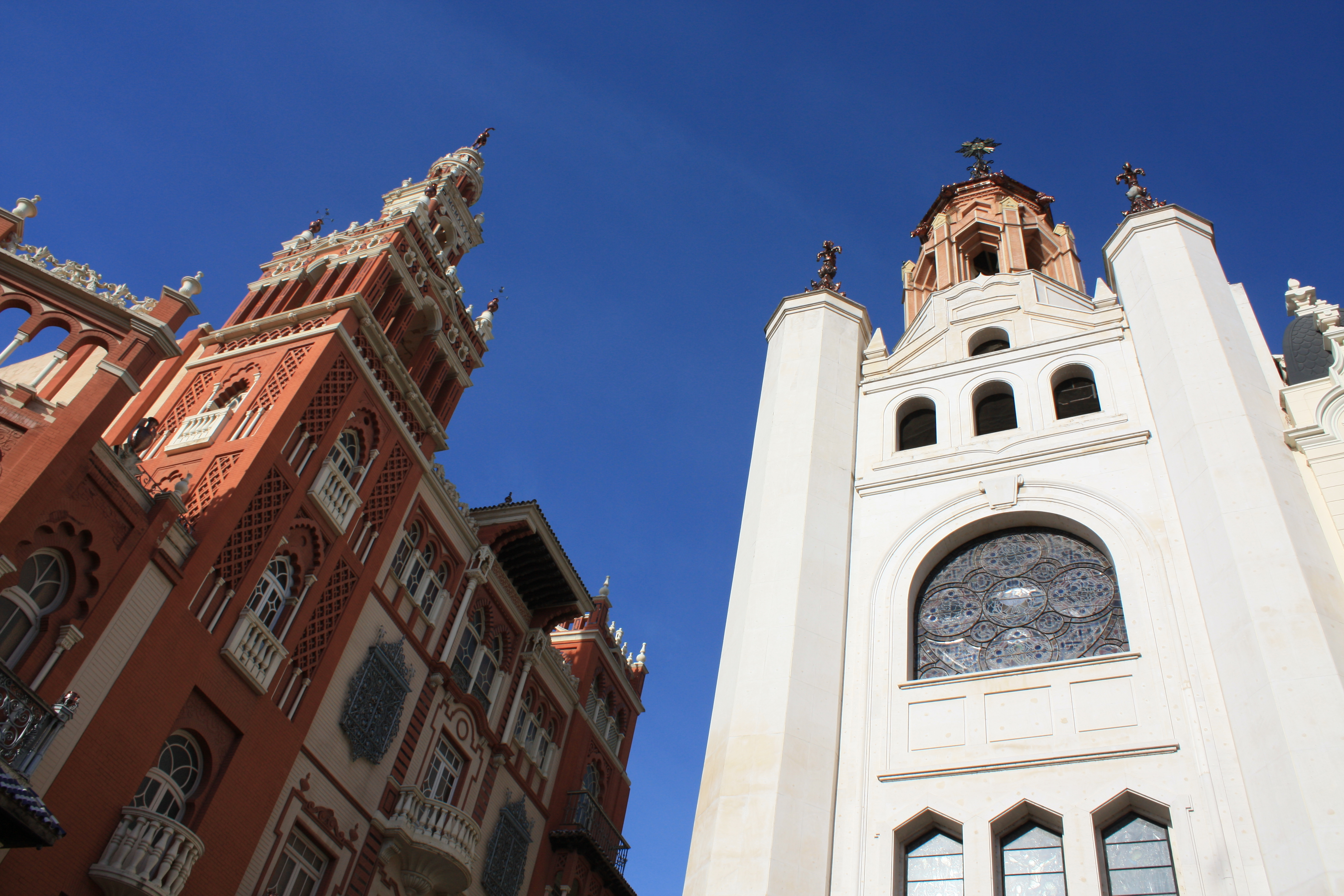
Részlet: bal oldalon a Giralda, jobb oldalon a Soledad-kápolna
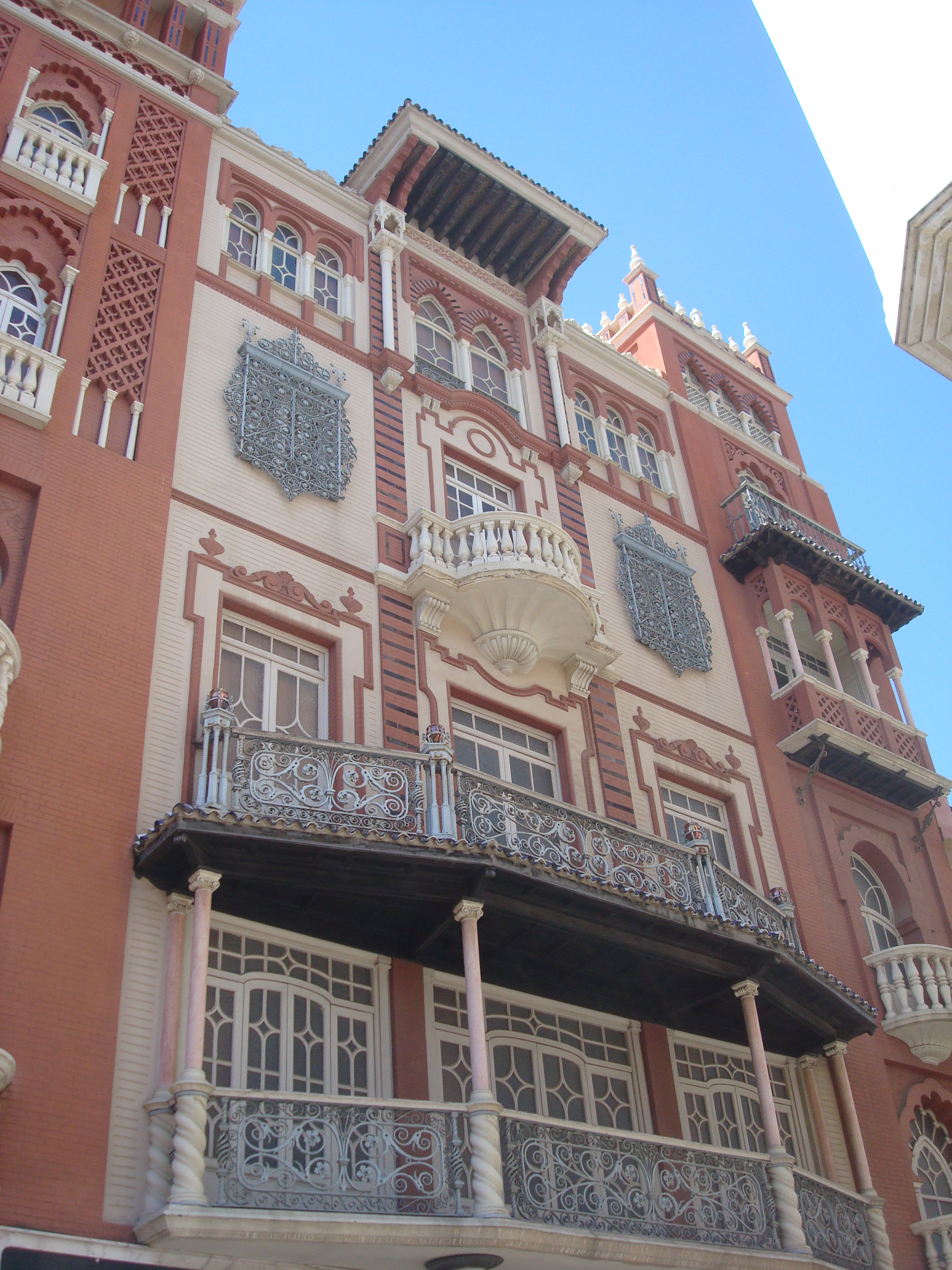
Részlet